# Lokinhamradalur
Koordinaten: 65° 50′ 13″ N, 23° 49′ 30″ W
Das Lokinhamradalur ist ein inzwischen verlassenes Tal in den Westfjorden Islands. Es war seit der Landnahme besiedelt.
Es liegt am Nordufer des Arnarfjörðurs etwa gegenüber dem Selárdalur. Die Berge zu beiden Seiten des Tals erreichen Höhen von 520 und 725 Metern. Im Tal liegen nur die beiden inzwischen verlassenen Höfe Hrafnabjörg und Lokinhamrar, die nur über schwierige Piste, Salvogarvegur , mit geländegängigen Fahrzeugen zu erreichen sind. Auf älteren Landkarten ist noch ein Weg eingezeichnet. Durch das Tal über einen 679 Meter hohen Pass erreichte man das benachbarte Lambadalur und durch Haukadalur das Südufer des Dýrafjörðurs mit der nächstgelegenen Stadt Þingeyri.
Das Tal wurde im Jahr 1999 durch den Dokumentarfilm Islands letzter Einsiedler – Der Schäfer von Lokinhamrar von Sigurður Grímsson, Angelika Andrees und Volker Lechtenbrink als Sprecher bekannt. Der Film zeigt das einfache Leben des letzten Bewohners. Er lebte dort ohne elektrisches Licht und fließend Wasser. Im Sommer halfen ihm junge Leute bei der Landwirtschaft. Am Ende des Films verlässt Nonni (Sigurjón Jónasson) seinen Hof über Winter und zieht 1999 in den nächsten Ort Þingeyri. Sigurjón Jónasson starb dort am Morgen des 8. Dezember 2008 im Krankenhaus.